# Tortanus lophus
Tortanus lophus is een eenoogkreeftjessoort uit de familie van de Tortanidae. De wetenschappelijke naam van de soort is voor het eerst geldig gepubliceerd in 1971 door Bowman.